# محمد محمود عالم
محمد محمود عالم (مواليد 6 يوليو 1935 في كلكتا، الراج البريطاني - الوفاة 18 مارس 2013 في كراتشي)، كان طيار مقاتل باكستاني على مقاتلة نورث أمريكان إف-86 سابر، وقائد السرب رقم 11 في القوات الجوية الباكستانية. كان قائد بارز وطيار من ذوي الخبرة العالية، منح في عام 1965، وسام ("نجمة الشجاعة")، وهو أعلى وسام عسكري باكستاني، وذلك بعد أن اسقط خمس طائرات تابعة للقوات الجوية الهندية في أقل من دقيقة اثناء الحرب الباكستانية-الهندية عام 1965. وحصل على آثر ذلك على لقب طيار بطل ("ace in a day").